# Carmen Valdez
Carmen Valdez (Mendoza, Argentina, 1910 - 30 de julio de 1963, a veces conocida como Carmen Valdés, cuyo verdadero nombre era Carmen Aspiazú Valdés fue una actriz de cine, radio, televisión y teatro.

## Carrera artística
Inició su carrera artística en el teatro junto a actores de renombre como Enrique Muiño, Enrique de Rosas y Daniel de Alvarado. Luego integró el elenco estable de la compañía conformada por Benita Puértolas y Florindo Sassone.
En la radio trabajó en 1928 en La muchacha del circo, en 1932 en la audición El gran circo Panam junto a Rodolfo Zenner y llegó a ser una gran figura del radioteatro, recordándose entre las radionovelas en las que participó, La solterona,  en 1940, La encrucijada, en 1941 y, en el mismo año, La trágica red, versión modernizada de El proceso de Mary Dugan, y La terrible señorita Margo.
En cine tuvo en general pequeños papeles; se inició con la película muda Adiós Argentina (1930), siguió, ya en la etapa del sonoro, con Bajo la santa Federación (1934) y tuvo su rol más destacado dirigida por Leopoldo Torres Ríos en Pelota de trapo (1948).
Dueña de una de las voces más hermosas, perteneció al grupo de aclamadas figuras como Luisa Vehil, Eva Franco, Julia Giusti, Celia Juárez, Blanca del Prado, Paulina Singerman y Lydia Lamaison, que hicieron gran parte de su carrera en el radioteatro. En teatro se lució en obras como Gran Circo Rivolta (1928) y en El Matrero (1945), esta última junto a Fernando Ochoa y Domingo Sapelli.
También fue declamadora de poemas como Responso a Carlos Gardel.

## Filmografía
Actriz
- Patrulla Norte (1950) … Lola
- El hijo de la calle (1949) … La madre
- Romance sin palabras (1948) … La madre
- Pelota de trapo (1948) … Encarnación
- Bajo la santa Federación (1934)
- Adiós Argentina (1930)